# Alvin Avinesh
Alvin Avinesh (ur. 6 kwietnia 1982) – fidżyjski piłkarz grający na pozycji pomocnika. Jest wychowankiem klubu Lautoka FC.

## Kariera klubowa
Karierę piłkarską Avinesh rozpoczął w klubie Lautoka FC. W 2002 roku zadebiutował w jego barwach w pierwszej lidze Fidżi. W 2009 roku wywalczył z Lautoką mistrzostwo Fidżi. W 2011 roku był wypożyczony do zespołu Labasa FC. Wygrał z nim rozgrywki Inter-District Championship.

## Kariera reprezentacyjna
W reprezentacji Fidżi Avinesh zadebiutował w 2004 roku. W 2012 roku wystąpił w Pucharze Narodów Oceanii 2012.